# خوسيه ماريا أرغيداس
خوسيه ماريا أرغيداس (بالإسبانية: José María Arguedas)‏ (آنداهوايلاس، البيرو، 18 كانون الثاني 1911 - ليما، البيرو، 2 كانون الأول 1969) روائي وأنثروبولوجي وإثنولوجي من البيرو. يعتبر من أهم الكتاب المجددين في ما يُعرف بحركة الإندخينيسمو (الحركة الداعية لإعطاء دور اجتماعي وسياسي أكبر للسكان الأصليين لأميركا الجنوبية).
على الرغم من أصوله الأوروبية، أمضى أرغيداس طفولته بين الهنود الحمر الذين كانوا يعملون في منزل أبيه، نظراً لكره زوجة أبيه له مما دفعها لتجعله يعيش وينام معهم في المطبخ. سرعان ما أغرم أرغيداس بعالم الهنود الحمر ولغتهم، الكيتشوا (إحدى لغات الهنود الحمر التي يعود أصلها لجبال الأنديز وهي لغة محكية في مناطق مختلفة في سبعة بلدان من أميركا الجنوبية). لم يتعلم أرغيداس اللغة الإسبانية بشكل منهجي حتى مرحلة متقدمة من حياته، وشكل الصراع بين الثقافتين، الإسبانية والكيتشوا، عاملاً مهماً من عوامل إصابته بمرض الاكتئاب الذي لم يستطع أن يشفَ منه رغم محاولات الكثير من الأخصائيين لمساعدته. حاول أرغيداس الانتحار في عام 1966 محاولة باءت بالفشل، لكنه عاد وانتحر في مقر عمله في جامعة لامولينا في عام 1969.

## من أهم أعماله
1. 1941 - ياوار فييستا (حفل الدم)
2. 1958 - الأنهار العميقة
3. 1964 - كل الدماء
4. 1971 - ثعلب الأعلى وثعلب الأسفل

## روابط خارجية
- خوسيه ماريا أرغيداس على موقع IMDb (الإنجليزية)
- خوسيه ماريا أرغيداس على موقع الموسوعة البريطانية (الإنجليزية)
- خوسيه ماريا أرغيداس على موقع قاعدة بيانات الفيلم (الإنجليزية)